# Elezioni parlamentari in Giappone del 1979
Le elezioni parlamentari in Giappone del 1979 si tennero il 7 ottobre per il rinnovo della Camera dei rappresentanti. In seguito all'esito elettorale, Masayoshi Ōhira, esponente del Partito Liberal Democratico, fu confermato Primo ministro.
Alla morte di Ōhira, le funzioni di capo del governo furono assunte ad interim da Masayoshi Itō, anch'egli liberal-democratico.

## Risultati
| Liste                          | Voti       | %     | Seggi |
| ------------------------------ | ---------- | ----- | ----- |
| Partito Liberal Democratico    | 24 084 131 | 44,59 | 248   |
| Partito Socialista Giapponese  | 10 643 450 | 19,71 | 107   |
| Partito Comunista Giapponese   | 5 625 528  | 10,42 | 39    |
| Kōmeitō                        | 5 282 683  | 9,78  | 57    |
| Partito Democratico Socialista | 3 663 692  | 6,78  | 35    |
| Nuovo Club Liberale            | 1 631 812  | 3,02  | 4     |
| Shaminren                      | 368 660    | 0,68  | 2     |
| Altri                          | 69 101     | 0,13  | –     |
| Indipendenti                   | 2 641 064  | 4,89  | 19    |
| Totale                         | 54 010 121 | 100   | 511   |